# Litteraturåret 1894

## Priser och utmärkelser
- Kungliga priset – Gudmund Leonhard Silverstolpe
- Letterstedtska priset för översättningar – Nils Fredrik Sander för hans översättningar ur Eddan

## Nya böcker

### A – G
- Djungelboken av Rudyard Kipling
- En droppe negerblod av Mark Twain
- En hvar sin egen gentleman av Falstaff, fakir alias Axel Wallengren
- En hvar sin egen professor av Falstaff, fakir alias Axel Wallengren
- Farbror Agathon av Tor Hedberg
- Från Lundagård och Helgonabacken, lundensisk litterär studentkalender (årgång 3)
- Fången på Zenda av Anthony Hope

### H – N
- Lille Eyolf, drama av Henrik Ibsen
- Lystige Koner av Jonas Lie
- Mes paradis (franska) av Jean Richepin
- Nya dikter av Gustaf Fröding

### O – U
- Osynliga länkar av Selma Lagerlöf[1]
- Otrevligheter (Histoires désobligeantes) av Léon Bloy
- Pan av Knut Hamsun
- Per Olsson och hans käring av Gustaf af Geijerstam
- Trilby av George du Maurier

### V – Ö
- Varia (blandat) av Viktor Rydberg
- Vers la joie (franska) av Jean Richepin
- Vilsna fåglar av Per Hallström

## Födda
- 1 januari – Aurora Nilsson (död 1972), svensk författare och memoarskrivare.
- 8 januari – Roger Vercel (död 1957), fransk författare.
- 21 januari – Nils Afzelius (död 1970), svensk litteraturforskare och biblioteksman.
- 10 juli – Elov Persson (död 1970), svensk författare och serietecknare, skapare av Kronblom.
- 19 juli – Siegfried Fischer (död 1976), svensk skådespelare, teaterledare, manusförfattare och författare.
- 26 juli – Aldous Huxley (död 1963), brittisk författare.
- 17 augusti – Erik Blomberg (död 1965), svensk författare, översättare och konsthistoriker.
- 4 september – Aleksandar Deroko (död 1988), serbisk arkitekt och författare, professor vid Belgrads universitet.
- 9 oktober – Agnes von Krusenstjerna (död 1940), svensk författare.

## Avlidna
- 8 april – Bankim Chandra Chatterjee, 55, indisk författare, skrev en av de första romanerna på bengali.
- 3 december – Robert Louis Stevenson, 44, skotsk författare av bland annat Skattkammarön.
- 8 december – James Thurber, 66, amerikansk författare.
- 29 december – Christina Rossetti, 64, brittisk poet.

### Fotnoter
1. ↑  ”Selma Lagerlöfs böcker”. Arkiverad från originalet den 27 augusti 2011. https://web.archive.org/web/20110827002154/http://selmalagerlof.org/bocker.html. Läst 12 april 2011.